# ویکور
ویکور (انگلیسی: Vicor) شرکت الکترونیک آمریکایی است، که در سال ۱۹۸۱ تأسیس شد.